# Gmina Haaslava
Gmina Haaslava (est. Haaslava vald) – gmina wiejska w Estonii, w prowincji Tartu.
W skład gminy wchodzi:
- 1 miasto: Roiu
- 19 wsi: Aadami, Aardla, Aardlapalu, Alaküla, Haaslava, Igevere, Ignase, Kitseküla, Koke, Kriimani, Kurepalu, Kõivuküla, Lange, Metsanurga, Mõra, Paluküla, Päkste, Tõõraste, Uniküla